# Канцерофобия
Канцерофо́бия (от лат. cancer, «рак» и греч. φόβος, «страх»), также карцинофо́бия, онкофо́бия — иррациональный страх заболеть злокачественным новообразованием, разновидность навязчивых состояний. Встречается при неврозах: обсессиях, ипохондрическом неврозе, психастении. Часто сопровождается радиофобией.
Канцерофобия возникает чаще психогенно. После гибели близкого человека от рака или в результате неосторожного слова врача во время осмотра у больного может появиться мысль, что он болен раком. Самые незначительные симптомы любой болезни люди, больные канцерофобией, интерпретируют как развитие у них раковой опухоли, что вызывает у них приступы панического страха, а любое упоминание рака приводит к резкому ухудшению настроения.
Прохождение обследований на наличие злокачественных опухолей, как правило, не облегчают канцерофобию: у больных часто возникает мысль, что врачи не сообщают ему правильного диагноза, так как он обратился к ним слишком поздно, и ему уже нельзя помочь.

## Симптомы и проявление фобии
- Изучение медицинских сайтов с целью самодиагностики, проверки совпадения своих симптомов с проявлениями рака.
- Обсессии и зацикленность на теме злокачественной опухоли, вплоть до кошмарных сновидений.
- Частый мониторинг своего здоровья: проверка веса, состояния мышц, слизистых оболочек, кожи.
- Очень часто сопровождается радиофобией - выраженным страхом перед ионизирующей радиацией и её источниками, вплоть до страха перед рентгенологическими исследованиями, досмотрами с помощью рентгеновских интроскопов и авиаперелëтами, часто радиофобия в данном случае является и страхом перед ультрафиолетовым излучением (поскольку также канцерогенно, и вызывает злокачественные опухоли кожи и глаз).
- Избегание мест как-либо связанных с раком и зачастую радиацией. Например, отвод взгляда от онкологических кабинетов при походе в поликлинику или от кабинетов, помеченных символом опасности ионизирующего излучения.[3]